# مرغزار سرخ
مرغزار سرخ (دانمارکی: De røde enge) فیلمی دانمارکی در سبک درام است که در سال ۱۹۴۵ منتشر شد. این فیلم در جشنواره فیلم کن برنده نخل طلایی شد.